# Georges Friedmann
Georges Philippe Friedmann (Parijs, 13 mei 1902 - 15 november 1977) was een Franse socioloog.
Friedmann was de grondlegger van arbeidssociologie na de Tweede Wereldoorlog. Hij studeerde initieel industriële chemie, maar volgde nadien filosofie aan de École normale supérieure de la rue d'Ulm. Tijdens de Tweede Wereldoorlog was hij als marxistische intellectueel nauw betrokken met de communistische partij. Het merendeel van zijn oeuvre gaat in op de relatie tussen mens en machine in de industriële samenleving.